# Onitis overlaeti
Onitis overlaeti là một loài bọ cánh cứng trong họ Bọ hung (Scarabaeidae).